# Franz Zimmermann (Philologe)
Franz Zimmermann (* 15. Februar 1891 in Moritzdorf; † 24. Januar 1962 in Leipzig) war ein deutscher Klassischer Philologe.

## Leben
Franz Zimmermann, der Sohn eines Landwirts und einer Volksschullehrerin, besuchte ein Dresdner Gymnasium und studierte ab 1910 Klassische Philologie an der Universität Leipzig. Nachdem er im Ersten Weltkrieg sein Studium unterbrochen hatte, kehrte er 1918 an die Universität zurück, wurde dort 1919 promoviert und legte 1920 die Lehramtsprüfung ab. In den folgenden Jahren wirkte er als Gymnasiallehrer in Leipzig, Chemnitz und Dresden. Von 1925 bis 1927 war er Mitglied er SPD, 1933 trat er in die NSDAP ein.
Nach 1945 war Zimmermann nicht mehr im Schuldienst tätig. Er arbeitete einige Jahre lang als Privatlehrer, Hilfssacharbeiter und Markthelfer. 1949 trat er in die LDPD ein. 1950 wurde er wissenschaftlicher Mitarbeiter der Deutschen Akademie der Wissenschaften in. Berlin, 1951 wurde er als Lektor für Griechisch und Latein an der Universität Leipzig angestellt. 1954 wurde er als Dozent für spätgriechische Philologie und Papyrologie an der Universität Rostock angestellt. Er behielt seinen Wohnsitz weiterhin in Leipzig, wo er bis zu seinem Tod als Gastprofessor wirkte. 1955 habilitierte er sich im Alter von 64 Jahren in Rostock für Klassische Philologie. 1961, mit 70 Jahren, wurde er in Rostock zum Professor mit vollem Lehrauftrag ernannt. Er starb ein Jahr später.
Zimmermanns Forschungsschwerpunkt war der antike Roman. Seine Dissertation und seine Habilitationsschrift beschäftigen sich mit dem Romanschriftsteller Chariton von Aphrodisias.